# G N' R Lies
G N' R Lies je albem skupiny Guns N' Roses, které vyšlo v roce 1988.
Obsahuje čtyři písně z alba Live ?!*@ Like a Suicide a další čtyři nově nahrané a to pouze s akustickými kytarami. Tři nové písně byly napsány a nahrány během jediného studiového sezení, které producent Mike Clink nazval „jedním z oněch magických okamžiků v historii Rock and rollu“. Píseň „You're Crazy“ byla napsána již dříve, objevila se na albu Appetite for Destruction a na G N' R Lies je v odlišné verzi, hrána na akustické kytary.
Obal gramofonové desky se od obalu CD liší. Ve spodním levém rohu je místo „LIES LIES LIES“ napsáno „Wife-beating has been around for 10,000 years“. Místo „Elephant gives birth to midget“ je napsáno „Ladies, welcome back to the dark ages“. Obal a booklet jsou parodií na britské bulvární deníky.
Píseň „Mama Kin“ je cover verzí písně od Aerosmith z roku 1973 a „Nice Boys“ je cover verzí písně od Rose Tattoo.
Během nahrávání alba byla nahrána také píseň „Cornshucker“ (někdy nazývána „Cornchucker“). Živě byla hrána pouze jednou a nikdy nevyšla na žádném albu. V únoru 2006 unikla nahrávka na internet a dá se stáhnout na některých fanouškovských stránkách.
Píseň „One in Million“ vzbudila pohoršení mezi černochy, homosexuály a ochránci lidských práv, protože se v ní zpívá o „niggaz“ (tj. negrech) a „faggots“ (tj. buzerantech). V roce 2000 prohlásil Axl Rose, že další vydání alba už nebudou obsahovat tuto píseň, protože kritici a média dezinterpretovali text a jimi oklamaná veřejnost si ji nezaslouží slyšet. V roce 2006 je píseň stále na albu obsažena.

## Seznam písní
1. „Reckless Life“ – 3:20
2. „Nice Boys“ – 3:03
3. „Move to the City“ – 3:42
4. „Mama Kin“ – 3:57
5. „Patience“ – 5:56
6. „Used to Love Her“ – 3:13
7. „You're Crazy“ – 4:10
8. „One in a Million“ – 6:10

## Sestava
Guns N' Roses
- W. Axl Rose – zpěv, piano, hvízdání
- Slash – sólová kytara, akustická kytara, vokály
- Izzy Stradlin – doprovodná kytara, akustická kytara, vokály
- Duff McKagan – baskytara, akustická kytara, vokály
- Steven Adler – bicí, vokály

Další hudebníci
- West Arkeen – perkuse ve stopách 5-8
- Howard Teman – perkuse ve stopách 5-8
- Rik Richards – perkuse ve stopách 5-8
- Ray Grden – perkuse ve stopách 5-8